# Рассвет (Речицкий район)
Рассвет (бел. Рассвет; до 1936 года — Курени) — деревня в Речицком районе Гомельской области Белоруссии. Входит в состав Защебьевского сельсовета.
До 2015 года входила в состав Василевичского городского Совета.

## География

### Расположение
В 57 км на запад от Речицы, 9 км от железнодорожной станции Василевичи (на линии Гомель — Калинковичи), 107 км от Гомеля.

### Гидрография
На реке Ведрич (приток реки Днепр), на востоке, севере и западе мелиоративные каналы.

## Транспортная сеть
Транспортные связи по просёлочной, затем автомобильной дороге Василевичи — Речица. Планировка состоит из 2 коротких, параллельных между собой широтных улиц, соединённых переулком. Застройка двусторонняя, неплотная, деревянная, усадебного типа.

## История
Обнаруженное археологами городище милоградской культуры раннего железного века (за 3 км на северо-восток от деревни) свидетельствует о заселении этих мест с давних времён. По письменным источникам известна с начала XX века. Наиболее активная застройка приходится на 1920-е годы. В 1930 году организован колхоз. В составе совхоза «Ведрич» (центр — деревня Ведрич).

## Население

### Численность
- 2004 год — 34 хозяйства, 61 житель.

### Динамика
- 2004 год — 34 хозяйства, 61 житель.

## В кинематографии
- Люди на болоте (фильм)